# São Salvador (Viseu)
São Salvador é uma localidade portuguesa do Município de Viseu que foi sede da extinta Freguesia de São Salvador, freguesia que tinha 5,07 km² de área e 3 807 habitantes (2011), e, por isso, uma densidade populacional de 750,9 hab/km².
A Freguesia de São Salvador foi extinta (agregada), no âmbito de uma reforma administrativa nacional, tendo o seu território sido agregado ao da Freguesia de Repeses, para formar uma nova freguesia denominada União das Freguesias de Repeses e São Salvador, esta denominação foi alterada oficialmente, apenas para Freguesia de Repeses e São Salvador em 2015.

## População
| População da freguesia de São Salvador | População da freguesia de São Salvador | População da freguesia de São Salvador | População da freguesia de São Salvador | População da freguesia de São Salvador | População da freguesia de São Salvador | População da freguesia de São Salvador | População da freguesia de São Salvador | População da freguesia de São Salvador | População da freguesia de São Salvador | População da freguesia de São Salvador | População da freguesia de São Salvador | População da freguesia de São Salvador | População da freguesia de São Salvador | População da freguesia de São Salvador |
| -------------------------------------- | -------------------------------------- | -------------------------------------- | -------------------------------------- | -------------------------------------- | -------------------------------------- | -------------------------------------- | -------------------------------------- | -------------------------------------- | -------------------------------------- | -------------------------------------- | -------------------------------------- | -------------------------------------- | -------------------------------------- | -------------------------------------- |
| 1864                                   | 1878                                   | 1890                                   | 1900                                   | 1911                                   | 1920                                   | 1930                                   | 1940                                   | 1950                                   | 1960                                   | 1970                                   | 1981                                   | 1991                                   | 2001                                   | 2011                                   |
| 1 399                                  | 1 444                                  | 1 668                                  | 1 634                                  | 1 661                                  | 1 753                                  | 2 180                                  | 2 113                                  | 2 730                                  | 2 157                                  | 2 267                                  | 2 616                                  | 2 519                                  | 3 086                                  | 3 807                                  |